# Diesel-elektriskt maskineri

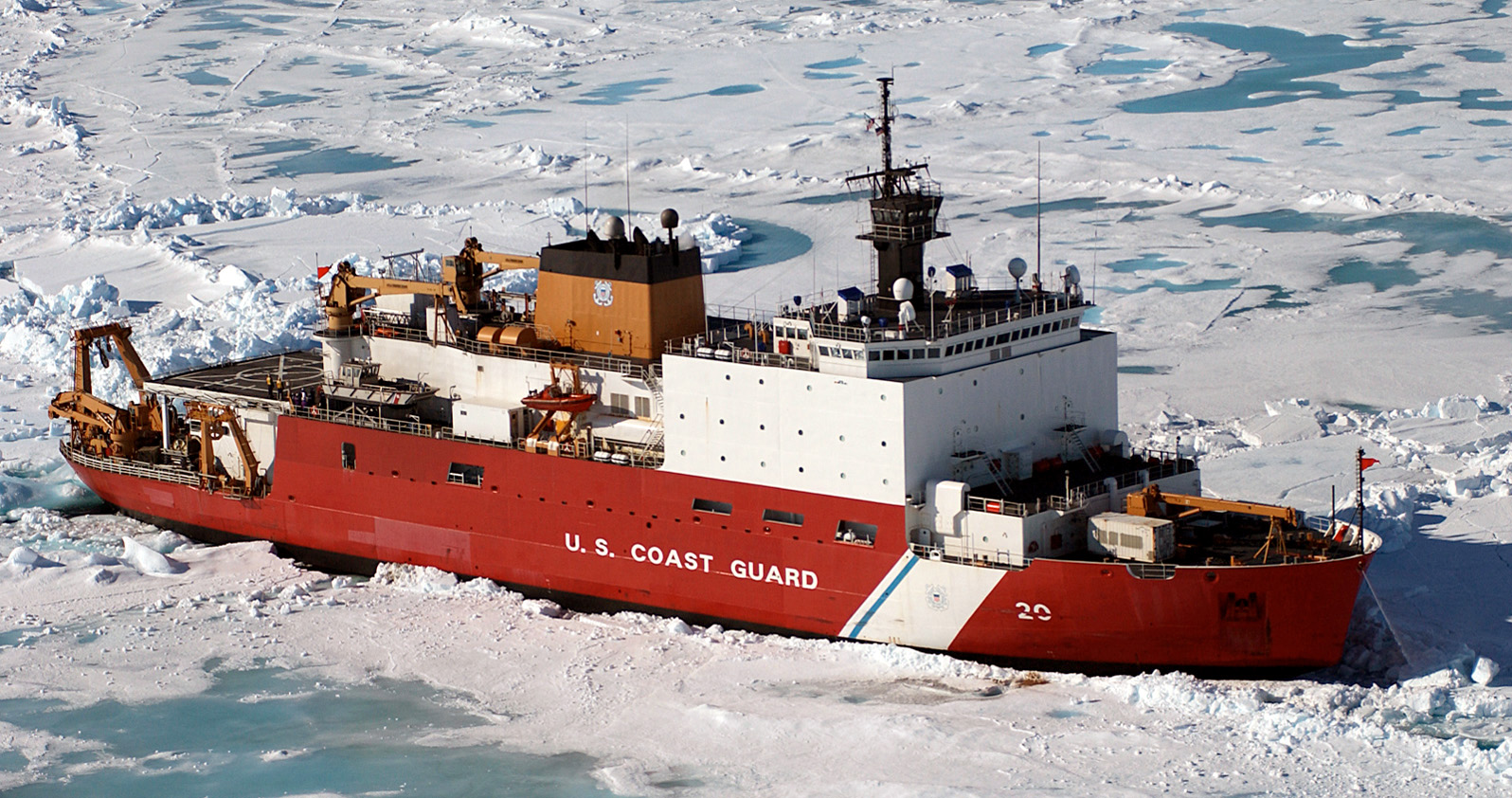
USCGC Healy använder ett diesel-elektriskt framdrivningssystem konstruerat av Alstom.

En diesel-elektrisk maskinanläggning är en dieselmotor som driver en elgenerator, som i sin tur driver en eller flera elmotorer.
En stor fördel med ett sådant system är att den saknar mekanisk kraftöverföring mellan maskineriet och framdrivningsmekanismen eftersom generatorn ligger på samma axel som dieselmotorn, och elmotorerna ligger på drivaxeln. Därför kan dieselmotorn byggas för ett varvtal som ger det högsta vridmomentet, och därigenom hög verkningsgrad.
En annan fördel är att systemet kan använda ackumulatorer som energibuffertar.
Används bland annat i diesellok, motorvagnar, stridsvagnar och på olika fartyg. vanligt på färjor, isbrytare och bogserbåtar.